# A csehországi zsidóság története

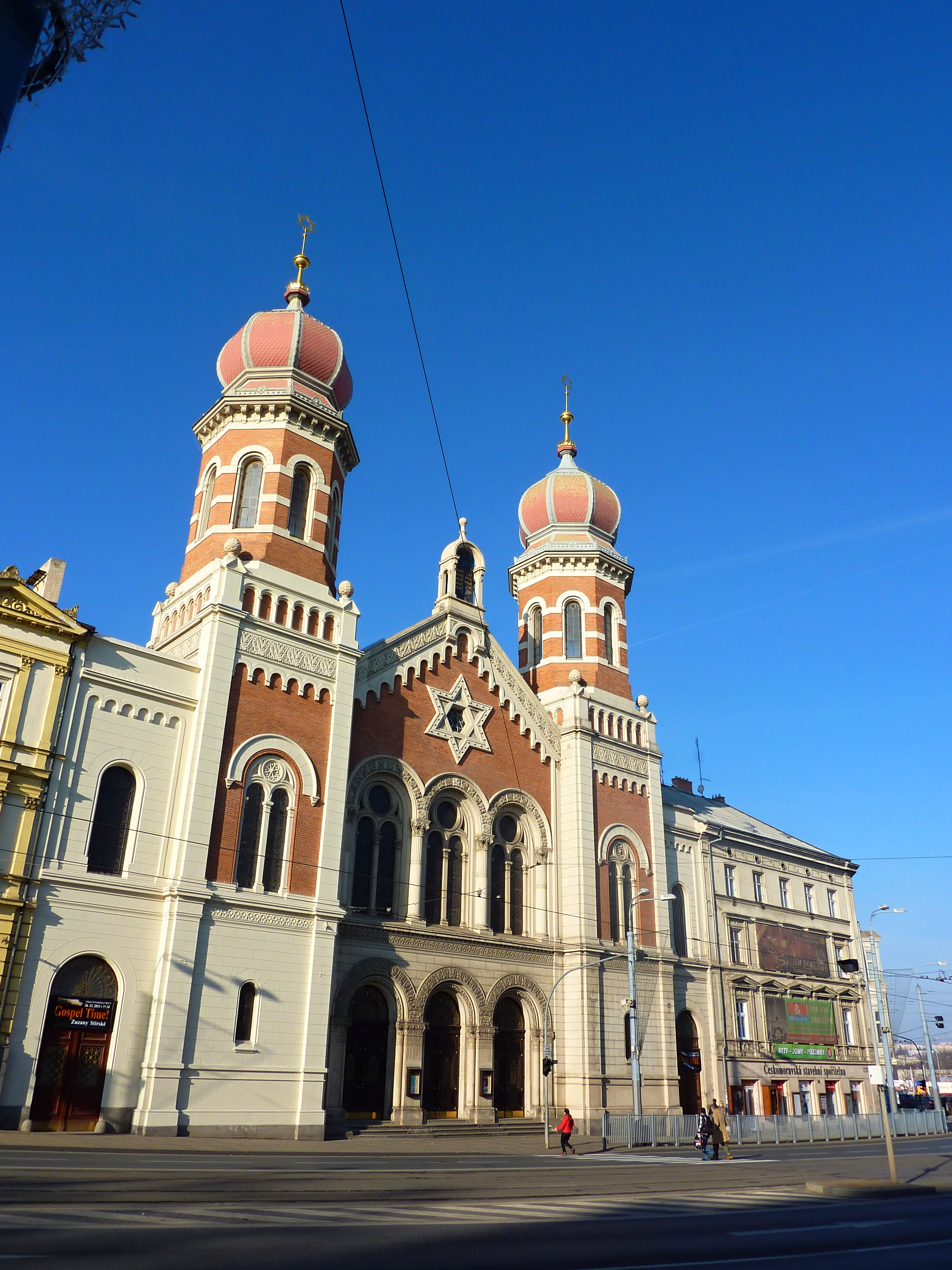
A plzeňi Nagy zsinagóga

A csehországi zsidóság története a 10. század körül kezdődött. A legfontosabb közösség kezdettől fogva Prágában volt, de sok városban és faluban alakultak zsidó gyülekezetek, melyet számos korábbi zsinagóga, zsidó temető és más építészeti emlékek bizonyítanak Csehországban. Az évszázadok során a zsidó kisebbség átélte mind a jólét, mind az üldöztetés időszakait, míg végül elérte a 19. században a teljes egyenjogúságot. A zsidó lakosság nagy részét a német megszállás alatt meggyilkolták. Ma alig 4000 zsidó él az országban.

## Középkor

### Első zsidó települések
A zsidó kereskedők a 10. század közepe táján telepedtek le Csehországban. Legtöbbjük rabszolgakereskedő volt. Ibrahim ibn Jaqub spanyol zsidó 960 után többször járt Csehországban, és útleírásaiban beszámolt a városokról és a kereskedelemről. A szakirodalom a rabszolga-kereskedelmet tekinti a cseh uralkodók egyik legfontosabb jövedelemforrásának a hadizsákmányszerzés mellett. A 10. század közepéig a kis-lengyelországi cseh területekről származó embereket zsidó kereskedők segítségével szállították az arab piacokra.
A Chronica Boemorum című műben Prágai Kozmasz megemlíti, hogy 1091-ben már éltek zsidók Csehország területén, Prágában. Szintén ebben ír arról is, hogy nagy vagyonnal bírtak. A Prága külvárosában és Vyšehrad faluban (in suburbio Pragensi et vico Wissegradensi) telepedtek le, tehát legalább két zsidók által lakott település volt a Prágai-medencében. 1098-ban a zsidó lakosság egy része Lengyelországba és Magyarországra vándorolt. A fejedelem, aki a zsidókat tulajdonának tekintette, kiraboltatta őket embereivel. Josef Žemlička történész ezt az esetet nevezi az első államilag szervezett pogromnak Csehországban. A zsidó kereskedők a 11. századig erős kereskedelmi pozícióval rendelkeztek, de ezt követően a német kereskedők fokozatosan kiszorították őket. Körülbelül 200 évvel Csehország kereszténnyé válása után kialakult az antijudaizmus. A 12. század elején üldözték a zsidókat és kötelezték őket a kikeresztelkedésre.

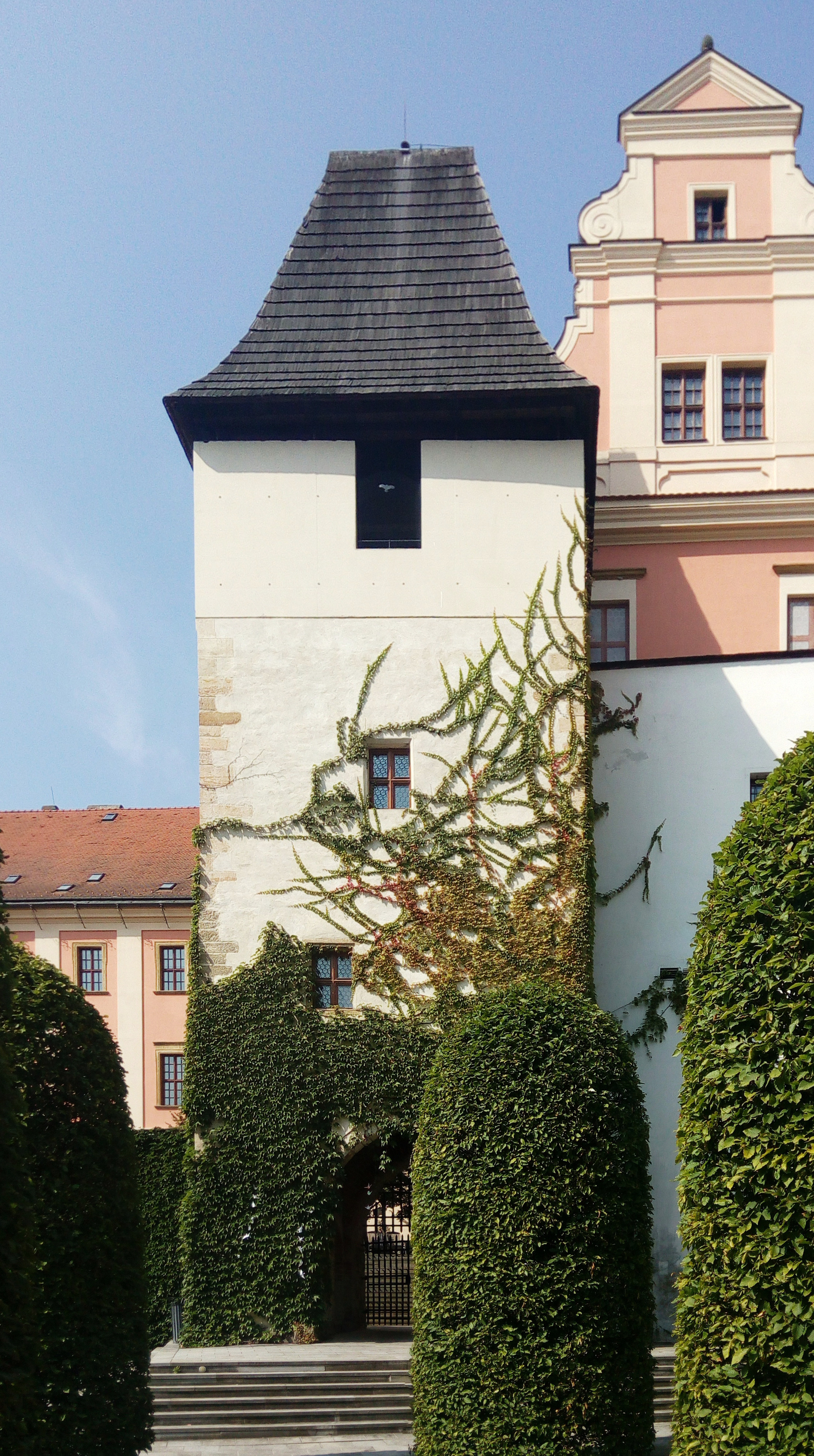
Az olomouci vár zsidó kapuja

Prága volt a cseh zsidók központja. A városok fejlődése csak a 13. században teremtette meg a feltételeket a zsidó települések további elterjedéséhez az ország más részein. Teplice, Ústí nad Labem és Most városai voltak a zsidók által lakott legfontosabb települések Prága után.

### A fejedelmi védelem és az üldöztetések között

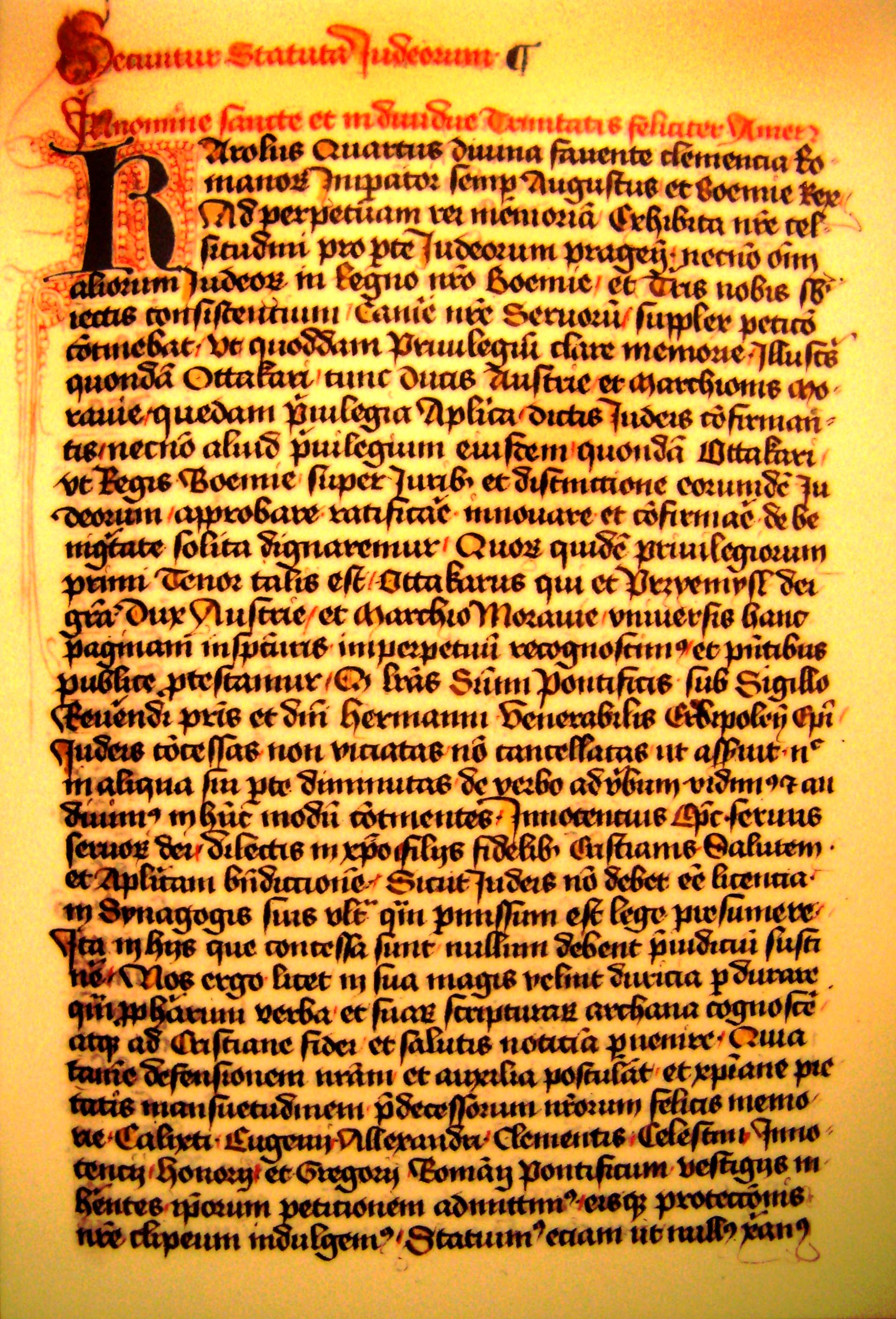
Statuta judaeorum a 13. századból

Az 1174–78-as években az első igazolható kiváltságot II. Szobeszláv cseh fejedelem adta ki. A Statuta judaeorummal II. Ottokár (1253–1278) további polgári jogokat biztosított a zsidóknak. Ebben a kiváltságlevélben a keresztényeknek megtiltották a zsidók megverését és meggyilkolását. Ezenkívül a sírok és a zsinagógák elpusztítását is büntették. Az ilyen védelmi rendelkezések lehetővé tették, hogy a zsidóság viszonylagos nyugalomban éljen. A kora gótikus Régi-új zsinagóga 1270-ben épült, és azóta a prágai zsidó közösség egyik vallási központja.

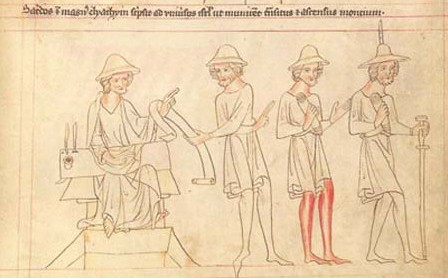
Izraeliták ábrázolása zsidókalappal a Velislaus Bibliában (14. század)

1310 és 1346 között János cseh király alatt ismét rémuralom kezdődött a zsidók számára. 1336-ban zsidó intézményeket fosztogattak, börtönbe zártak őket, azonban váltságdíj fizetéssel megválthatták szabadságukat. Csak IV. Károly (1316–1378) uralkodása alatt kaptak ismét némi védelmet. Az egyház azonban arra kényszerítette IV. Károlyt, hogy rendelje el, hogy a zsidók nyilvánosan viseljék a hegyes zsidókalapot.
1389-ben az a hír járta, hogy egy papot kinevettek és megköveztek a prágai gettóban. Ezért a híresztelésért 3000 zsidó az életével fizetett. A zsidó tulajdonú házakat is feldúlták és felgyújtották. IV. Vencel csak négy évvel később terjesztette ki Ottokár kiváltságait. A király magas pénzbírsággal sújtotta az elkövetőket, amelyet részben a károsultak kaptak. Az 1410-ben kiadott rendeletével megerősítette a prágai Újvárosban lakó közösség temetőhöz való jogát. Az uralkodó azonban megtartotta a bírságok és az ellopott tárgyak nagy részét.
A huszita háborúk újabb bizonytalanságot hoztak. Bár a zsidókra vonatkozó egyes korlátozások enyhültek, kevésbé voltak védve a kitelepítésektől és a pogromoktól. 1421-ben a Bécsből és Alsó-Ausztriából elűzött zsidók Dél-Morvaországban telepedtek le.

## A kora újkor

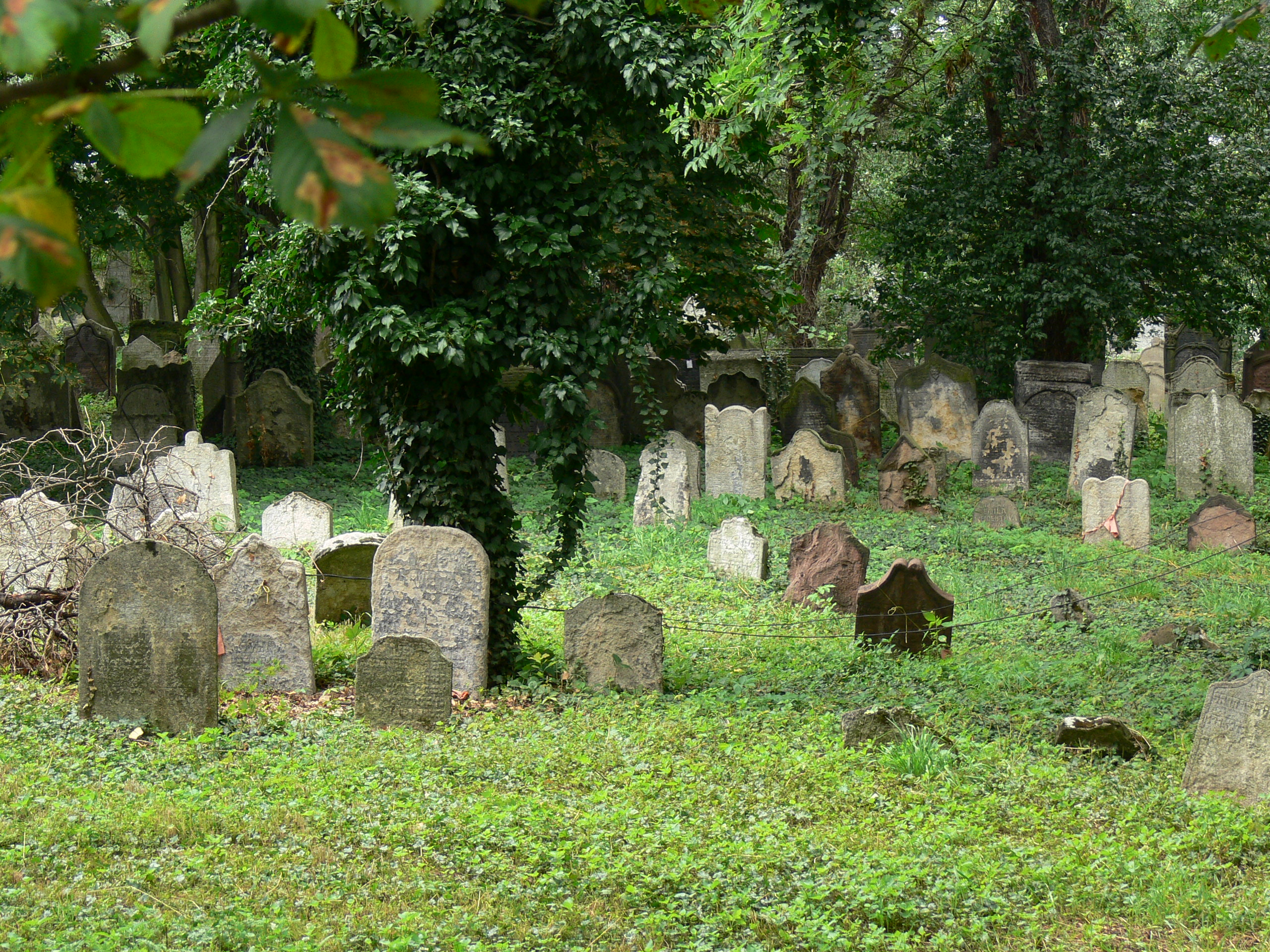
A kolíni Régi zsidó temető, amelyet 1418-ban alapítottak

I. György (1458–71) és a Jagellók (1471–1526) uralkodása alatt ismét megjelentek a zsidóellenes törvények. Ezt követően Csehország a Habsburgok kezébe került és a zsidók továbbra is jogfosztottak maradtak. 1543-ban tömeges zsidó kivándorlásra került sor. Ezután Prága maradt az egyetlen zsidók által lakott település az országban, ahol azonban a zsidóknak a felsőruházatuk bal mellrészén sárga szövetet kellett viselniük. Csak Rudolf 1576-os trónra lépésével vált nyugodtabbá a prágai gettó élete. Löw rabbi szintén ebben az időszakban jelent meg Prágában.
A keresztény felekezetek között konfliktus alakult ki. Rudolf 1609-ben garantálta a nem katolikus rendeknek is a vallás szabad gyakorlását. 1618-ban bekövetkezett a prágai defenesztráció. Ez volt a cseh protestánsok felkelésének kezdete a katolikus Habsburgok ellen, és ezt tartják a harmincéves háború kiváltó okának. 1620-ban került sor a fehérhegyi csatára, amelyből a cseh rendek vesztesként kerültek ki. Röviddel ezután kifosztották a prágai gettót. I. Károly liechtensteini herceg lett az új kormányzó, és 1627-ben a Habsburgok új alkotmányt adtak ki. A lázadás következtében a cseh nép minden jogát és szabadságát elvesztette. A zsidók I. Károly alatt több jogot kaptak. 1623 és 1627 között megengedték, hogy házakat vásároljanak a gettón kívül, és kiterjesztették a kereskedelem szabadságát. Tíz évvel később azonban a megemelkedett adók, a pestisjárvány és a különböző csaták miatt szinte minden zsidó közösség elszegényedett.

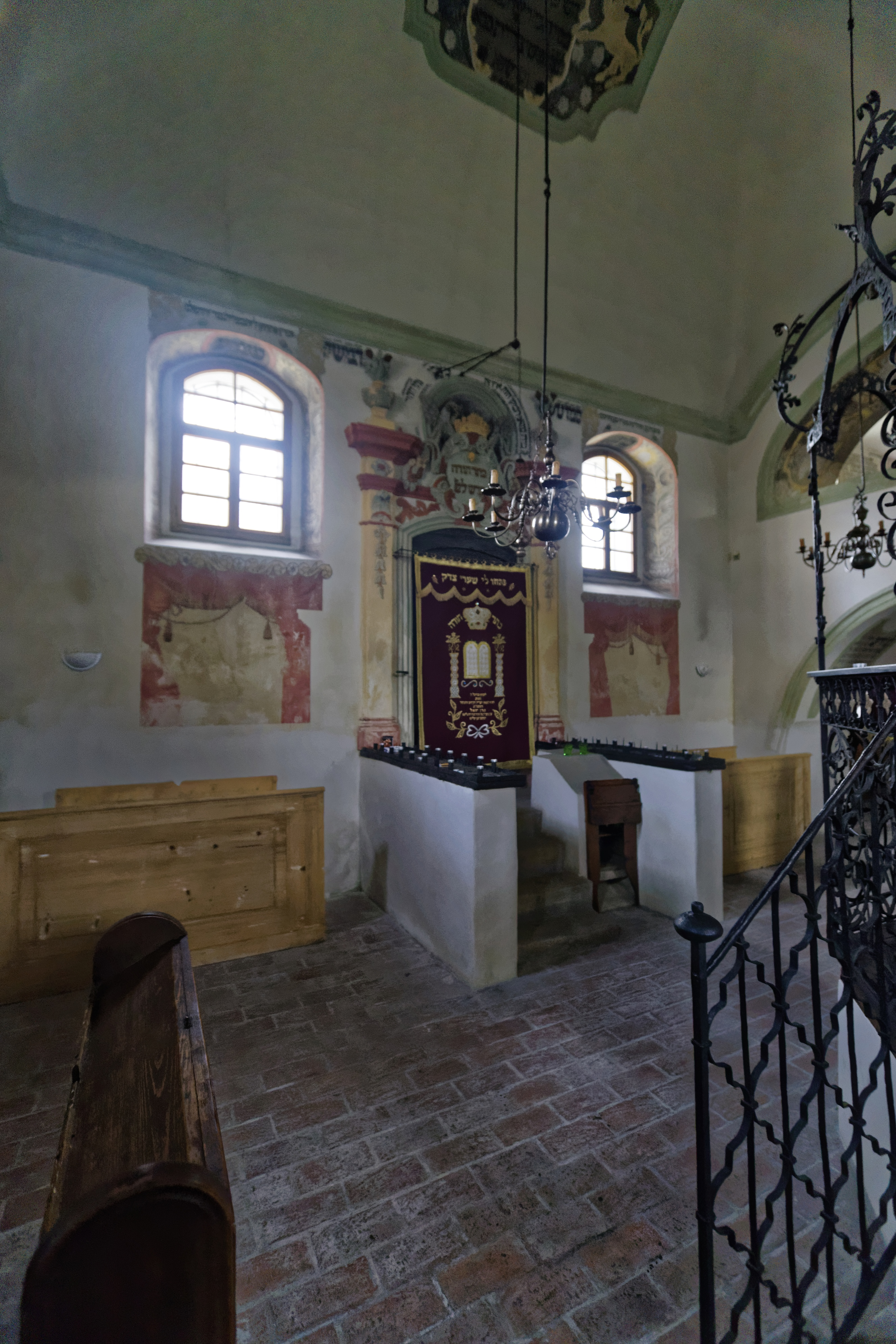
A holeovi Šachova zsinagóga belseje

1670-től 1708-ig a zsidó népesség ismét növekedett. Ennek oka a zsidók kiutasítása volt Bécsből és Magyarországról.
Emellett a prágai zsidó közösség 3500 zsidót vesztett el egy újabb pestisjárvány miatt, és 1689-ben az óvárosban tűz keletkezett, amely átterjedt a gettóra is. 318 ház és 11 zsinagóga pusztult el. Hat zsinagógát sikerült újjáépíteni külföldi zsidók támogatásával.
Prágában a 17. század végére létrejött a kor egyik legjelentősebb zsidó közössége. 1726-ban a zsidókat ismét elnyomták, ezúttal III. Károly családjogi törvényei, amelyek szabályozták a zsidók lélekszámát és lakhelyüket. Ennek eredményeként sok zsidó ismét Magyarországra és Lengyelországba menekült.
Amikor 1744-ben kitört a második sziléziai háború, a zsidókat azzal vádolták, hogy támogatták a porosz hadsereget Prága megszállásában. Miután a megszállás 1744. november 16-án véget ért, a város gettóját nem sokkal később megtámadták. December 18-án Mária Terézia (1717–1780) elrendelte az összes zsidó kiutasítását Prágából (1745 januárjáig) és Csehországból (júniusig). 1745-ben elűzte a zsidókat Szilézia meghódított részéből is. Ez a kiutasítás gazdasági visszaesést okozott, ezért 1748-ban a császárné tíz évre szóló ideiglenes tartózkodási engedélyt biztosított a zsidóknak Csehországban. Ezenkívül a romos prágai gettóba visszatérő zsidóknak éves adót kellett fizetniük. A rendkívül magas adók és egy újabb nagy prágai tűzvész miatt a zsidó közösség eladósodott.

## A felvilágosodás

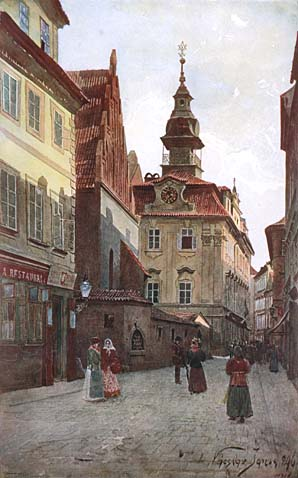
Régi-új zsinagóga és a prágai Zsidó városháza, Václav Jansa festményén

A II. József (1741–1790) császár által 1782-ben kiadott türelmi rendelet révén a zsidókat is megillette egyfajta vallásszabadság. A felvilágosodás kora számos változást hozott a kereskedelemben, a termelési formákban és a régi társadalmi és társadalmi struktúrákban is. Az ebből fakadó előnyök a zsidó lakosság számára is észrevehetőek voltak. A Habsburgok zsidókkal szembeni negatív magatartása miatt azonban polgári nevek felvételére kényszerültek. Ráadásul a Mária Terézia által kivetett különadókat fia, II. József sem törölte el.
A cseh zsidó szellemi élet központja Prágában volt. Számos tudós és más neves személyiség élt itt, köztük Herz Homberg (1749–1841) és Peter Beer (1758–1839). Ők a zsidó felvilágosodás, az úgynevezett hászkálá képviselői is voltak. 1812-ben Homberg kiadta a „Bne Zion. Religiös-Moralisches Lehrbuch für die Jugend israelitischer Nation” című könyvét. Ez a könyv képezte alapját  az összes zsidó házasulandó vizsgálatának. Moses Israel Landau (1788–1852) nyomdatulajdonos volt, s emellett lexikográfusként és kiadóként is dolgozott. Nyomdájának köszönhetően Prága a zsidó felvilágosodás irodalmának központjává vált.

## Zsidó emancipáció és iparosodás

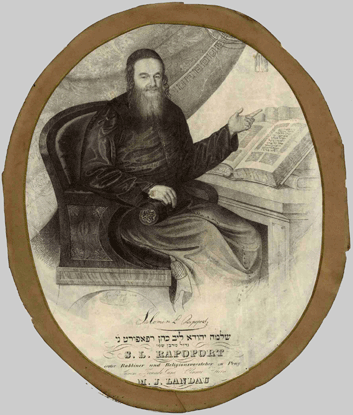
Solomon Judah Loeb Rapoport prágai főrabbi (1841)

A 19. század elején a zsidók élethelyzete jelentősen javult. Nem minden zsidó volt azonban elégedett az egyenlőséggel. Amikor a prágai gettó falát lebontották, a szegény zsidók drótakadályokat emeltek. Ez utóbbinak az volt az oka, hogy a falak védelmet nyújtottak a gettóban élő zsidóknak, és az összetartozás érzését adták nekik, amikor megalázták és kitaszították őket.
Az 1848-as forradalmi év fontos esemény volt a zsidóság számára is, mivel az osztrák alaptörvény kihirdetése számukra is egyenlő jogokat biztosított. Ennek ellenére voltak olyan viták, ahol egyesek felszólaltak az egyenlőség ellen. A cseh fél nem fogadta el a zsidó emancipációt. A zsidók között sok tehetős, német ajkú kereskedő volt, akiket a Habsburg Birodalomhoz tartozónak tekintettek. Siegfried Kapper (1820–1879) orvos és író a cseh zsidók mellett szólalt fel. Nemcsak a szellemi szabadságért, hanem a zsidók teljes jogegyenlőségéért is küzdött, amely azonban csak halála után valósult meg. Ennek ellenére már 1849-ben feloldották a gettóban való kötelező tartózkodást, és 1850-ben a zsidó kerületet, Josefovot (Josefstadt) ötödik kerületként Prágához csatolták. 1900-tól a gettó nagy része eltűnt, és 1913-ra már semmi különbség nem látszott a város többi részétől, mivel szinte minden épületet átépítettek vagy felújítottak.
Prága 1871-től az írók és művészek központjává vált. Prágán kívül még voltak más cseh és morva városok is, ahol élénk kulturális élet alakult ki, amelyben sok zsidó is részt vett. Brno, Olomouc, Litoměřice, Lovosice, České Budějovice, Karlovy Vary, Mariánské Lázně és más városok kávéházaikról, színházaikról és zenés színpadaikról voltak ismertek. Teplice amiatt is különleges, mivel sok színész játszott a Teplicei Városi Színházban, mielőtt megjelentek volna a prágai, a bécsi vagy a berlini színpadokon. Teplice az észak-csehországi zsidók társadalmi központjává fejlődött. A Selbstwehr (1922 után Jüdisches Volksblatt) című német nyelvű cionista lapot 1907-ben alapították. A második legnagyobb és sokáig a legfontosabb a kolíni zsidó közösség volt.

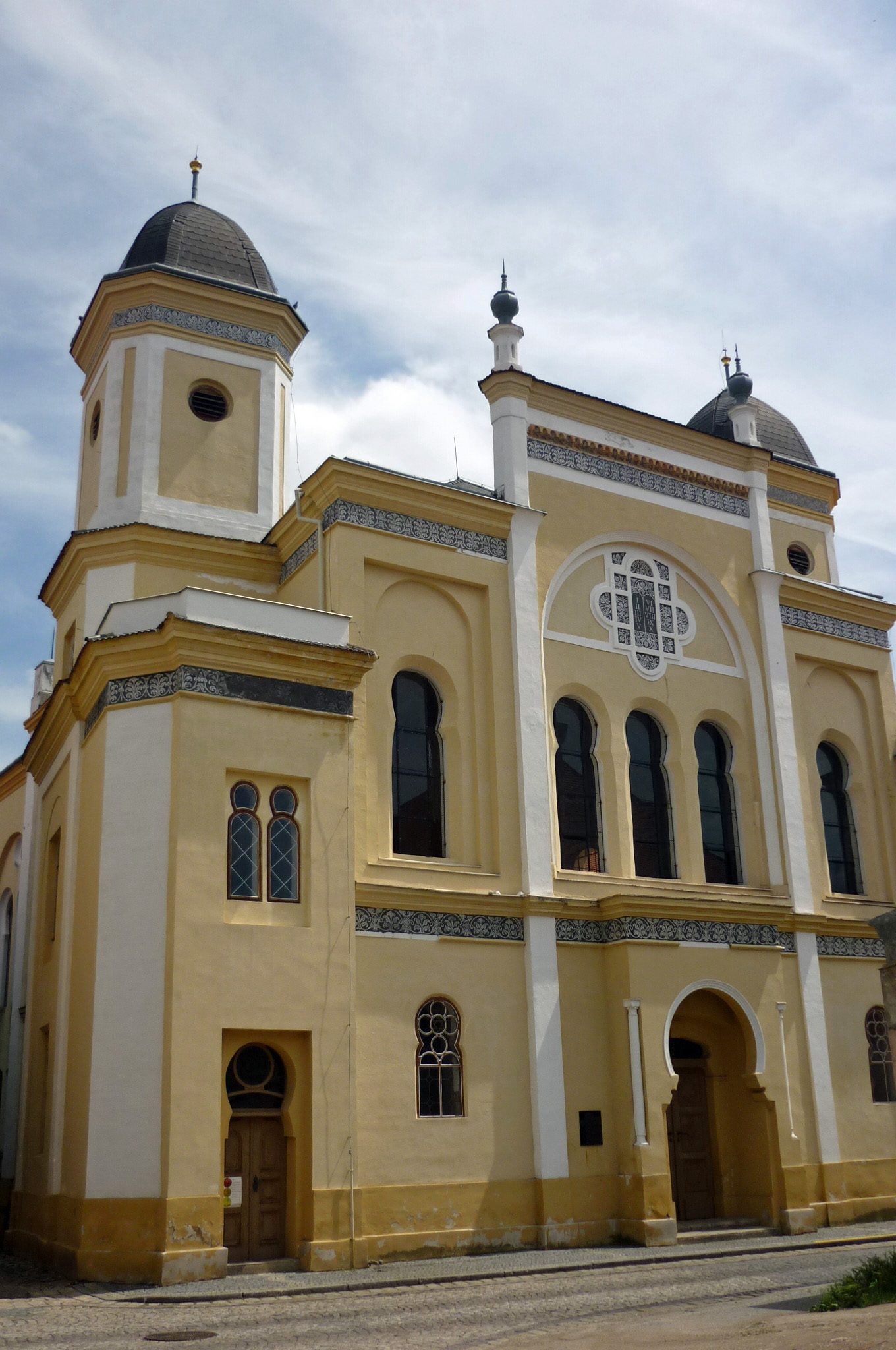
Zsinagóga Žatecben

A csehországi és morvaországi népszámlálások 1846 és 1880 között Csehországban 1,6–1,8 százalékos, Morvaországban pedig 1,9–2,2 százalékos zsidó népességarányt mutattak ki. Ugyanebben az időszakban a cseh és morva zsidók aránya a Monarchia teljes zsidó népességén belül 24,5-ről 13,7 százalékra csökkent. Ennek oka az erőteljes zsidó népességnövekedés volt Galícia és Bukovina koronatartományokban, valamint a nagymértékű zsidó vándorlás a Monarchia minden részéből Bécsbe és környékére, ahol a Monarchia teljes zsidó lakosságának aránya 0,9 százalékról (1846) 9,4 százalékra (1880) emelkedett.
A zsidóság emancipációját az antiszemitizmus gyorsan beárnyékolta. Az antiszemita August Rohling Prágában dolgozott. Leginkább A talmudzsidó (Der Talmudjude) című lázító röpiratáról vált ismertté. Megkísérelt teológiailag fellépni a "zsidó faj" ellen a kontextusból kiragadott Talmud-idézetek negatív értelmezésével. Ennek az írásnak akkora hatása volt, hogy még Julius Streicher is felhasználta Rohling érveit a Der Stürmer című hetilapjában. Rohlingot az osztrák birodalmi gyűlés képviselői, valamint antiszemiták, mint Georg von Schönerer és Karl Lueger is támogatták.
Érdemes megemlíteni a Leopold Hilsner elleni antiszemita bírósági eljárást, a "Hilsner-ügyet" is.

## 20. század

### A két világháború közti időszak

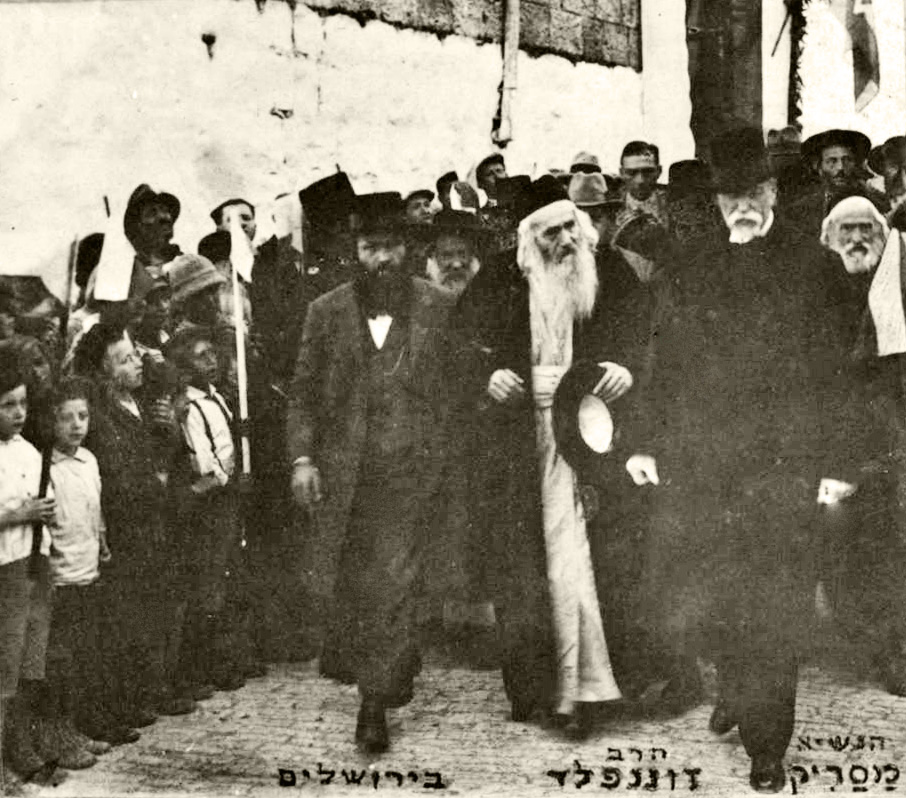
Tomáš Garrigue Masaryk elnök (jobbra) látogatáson Joszef Chaim Sonnenfeld főrabbinál Jeruzsálemben (1927)

1918-ban létrejött a demokratikus Csehszlovákia. A háború utáni időszakban, az új állam megszilárdulása előtt antiszemita zavargások is történtek. Az 1920-as prágai németellenes zavargások során megtámadták a Zsidó városházát, és az épületben súlyos károk keletkeztek. Sok szomszédos országgal ellentétben Csehszlovákiában az antiszemitizmus 1938-ig csak marginális jelenség volt. Ennek oka Tomáš Garrigue Masaryk elnök tekintélye, a győztes hatalmi státusz és a pozitív gazdasági fejlődés volt.
Bár a köztársaságot csehszlovák nemzetállamként határozták meg, de facto egy többnemzetiségű állam jellegét örökölte. Az 1921-es népszámlálás során Európában először volt lehetőség nemcsak a vallás, hanem a zsidó nemzetiség feltüntetésére is. Csehországokban a zsidó lakosságnak csak mintegy 30 százaléka élt ezzel a joggal. A többséget asszimilálták, és csehnek vagy németnek vallották magukat, míg az ország keleti részein, Szlovákiában és Kárpát-Ukrajnában többnyire ortodox zsidók éltek. Több zsidó és cionista párt alakult. A Zsidó Párt (Židovská strana) két-két mandátumot nyert az 1929-es és 1935-ös parlamenti választásokon. Ezen kívül sok cseh és német zsidó más pártokban is tevékenykedett.

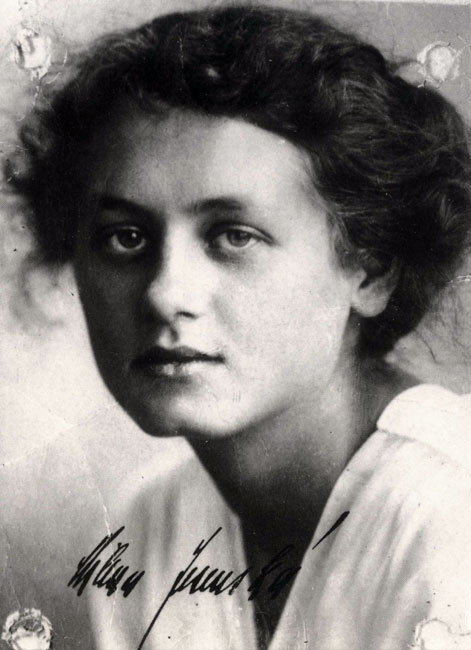
Milena Jesenská, újságíró és ellenálló

Prágában 1920-ban nyílt meg az első zsidó iskola, ahol Franz Kafka nővére, Valli Kaffka volt az egyik első tanár. 1922-ben Samuel Steinherz történészt a prágai Német Egyetem rektorává választották, és 1928-ig töltötte be ezt a tisztséget.
Amikor a nemzetiszocialisták hatalomra kerültek Németországban, a rendszer számos ellenfele és több zsidó menekült át a csehszlovák határon. A kezdetben jóindulatú befogadás egyre szigorúbbá vált, különösen a zsidó menekültek esetében. Csehszlovákiát magát is fenyegette a Harmadik Birodalom, más európai országokhoz hasonlóan csak tranzitország akart lenni. Miután a határ menti területeket a müncheni egyezmény következtében elcsatolták, 17 000 német és cseh zsidó menekült az ország belsejébe sok cseh mellett. A kristályéjszaka olyan csehszlovák városokat is érintett, mint Liberec, Karlovy Vary és Opava.
A külső fenyegetés arra késztette a cseh politikusokat, hogy elforduljanak a demokratikus értékektől, és létrehozták az autoriter Nemzeti Egység Pártot. A Wehrmacht inváziója előtti néhány hónapban ismét növekedett az antiszemita ellenérzés, és a német fél diplomáciai nyomásának köszönhetően a kormány zsidóellenes intézkedéseket hozott.

### Holokauszt

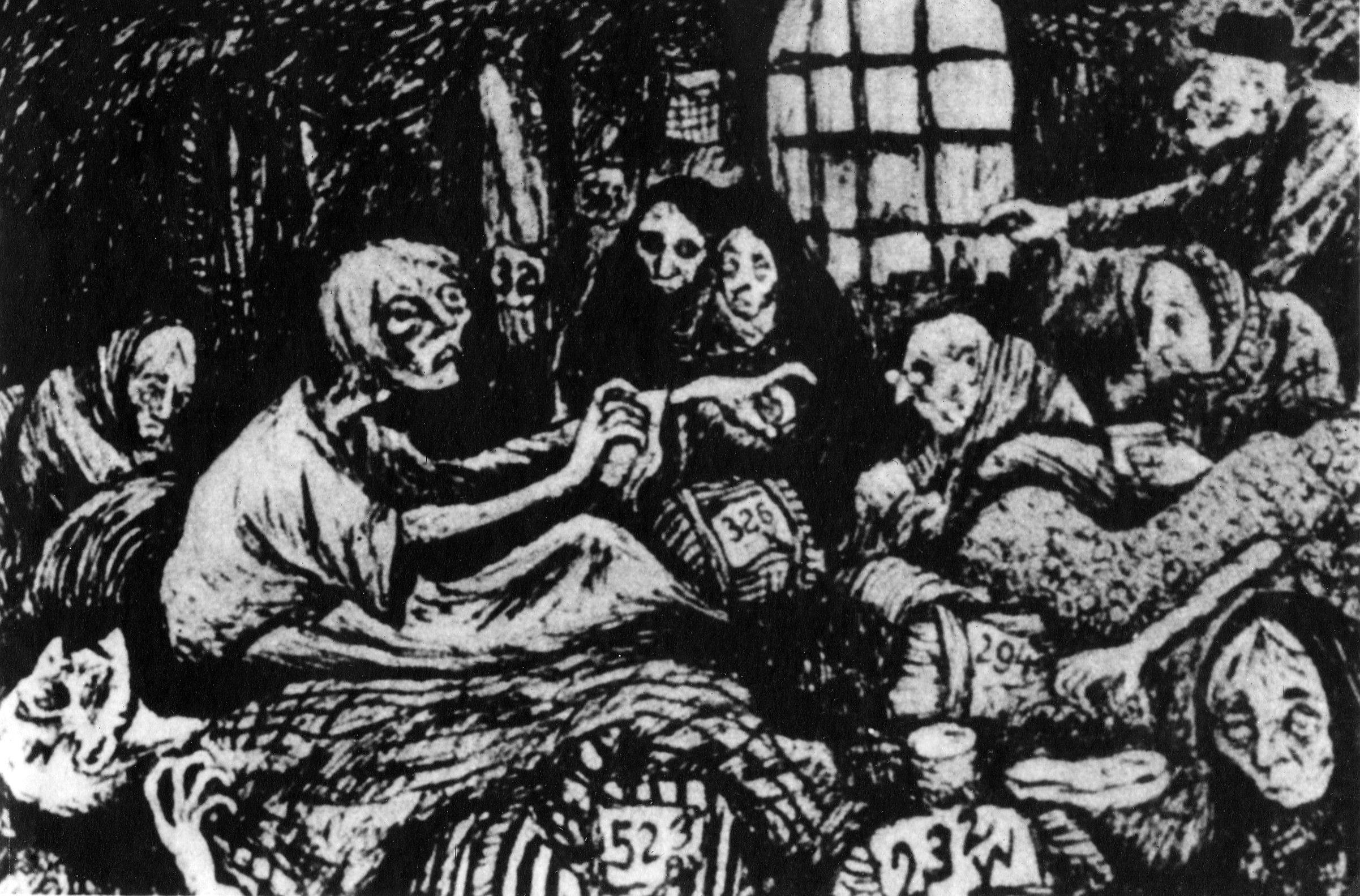
Deportálás, Bedřich Fritta rajza a Theresienstadti gettóból

Miután a német fegyveres erők megszállták Csehszlovákiát, másnap, 1939. március 15-én Adolf Hitler bejelentette a "Cseh–Morva Protektorátus" létrejöttét. Prágában azonnal létrehozták a Zsidó Emigráció Központi Hivatalát, és a protektorátus szinte teljes zsidó lakosságát a Theresienstadti koncentrációs táborba internálták, ahonnan többnyire az Auschwitzi koncentrációs táborba kerültek.

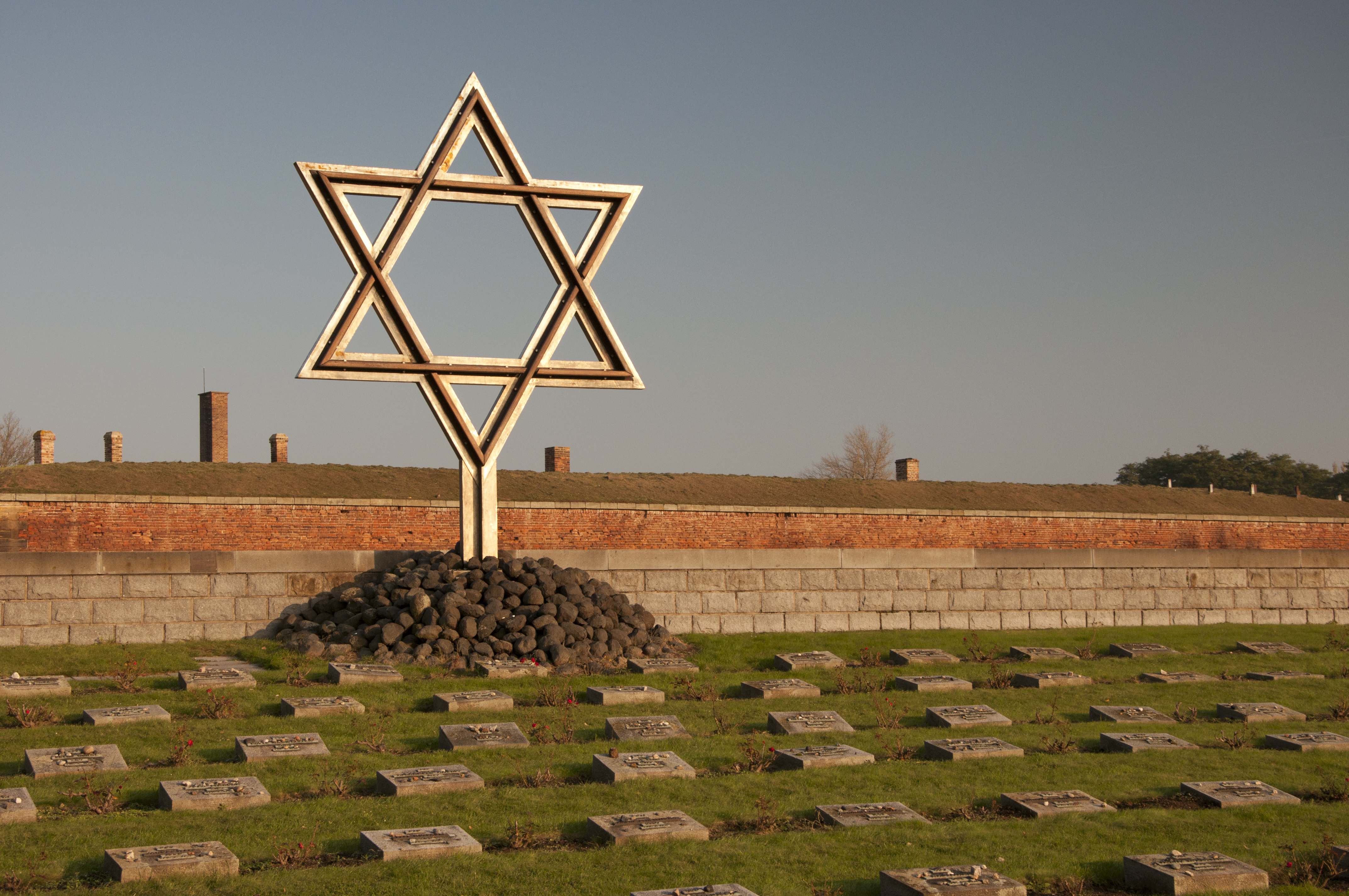
A nemzetiszocializmus áldozatainak temetője Theresienstadtban

A Protektorátusból deportált mintegy 82 000 zsidó közül csak mintegy 11 200 maradt életben. Egyesek, mint például Milena Jesenská, megpróbálták megmenteni zsidó polgártársaikat az üldöztetéstől és a gyilkosságoktól. A Jad Vasem később több mint 100 csehnek ítélte oda a Világ Igaza címet.

### A háború utáni időszak és a kommunizmus
A háború utáni időszakban egyesek még a visszatérő zsidókkal is ellenségesek voltak. A zsidók kivándorlási és vagyon-visszaszolgáltatási kérelmét bürokratikus akadályokba ütköztették, hogy ne kelljen visszaszolgáltatni a vagyonukat. 1945 és 1950 között 24 000 zsidó emigrált Izraelbe és a tengerentúlra.
1952-ben Rudolf Slánský (CSKP) miniszterelnök-helyettest letartóztatták és hazaárulással vádolták. A letartóztatáshoz  valószínűleg Klement Gottwaldnak is köze lehetett, aki Slanskýban potenciális riválist látott. Emellett antiszemita indítékok is lehettek, mivel a Slanský-per 14 vádlottja közül tizenegy zsidó volt. Ebben a perben Slánskýt tíz vádlott-társával együtt halálra ítélték és felakasztották. 1963-ban jogilag rehabilitálták, 1968-ban pedig a párt is felmentette.
A prágai tavasz idején tapasztalt rövid enyhülés után az állambiztonság ismét nyomást gyakorolt a zsidó lakosságra, hogy hagyják el az országot. A nemzetiszocializmus és a kommunizmus szörnyű tapasztalatai után sok zsidó elhagyta vallását – vagy kitért, vagy ateistaként élt.

## Jelenkor

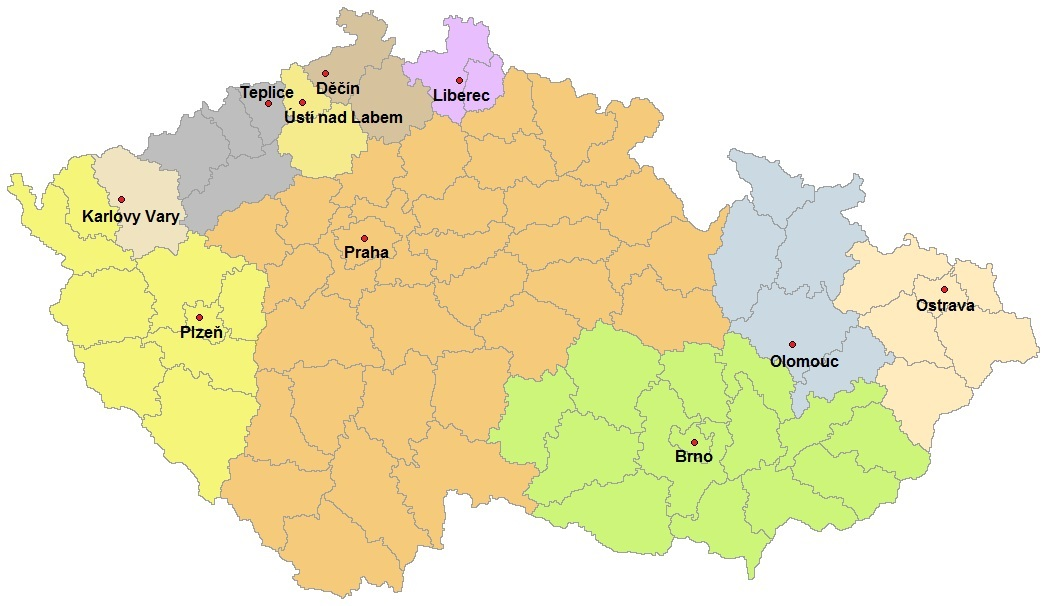
A Cseh Köztársaság zsidó hitközségei és kiterjedésük

A társadalmi rend változása a bársonyos forradalom során lehetővé tette a vallás újbóli szabad gyakorlását, és pozitív impulzusokat hozott a zsidó kulturális élet, valamint az ország zsidó történetének kutatása és feldolgozása szempontjából.
Ma mintegy 3900 zsidó él Csehországban. Jelenleg tíz önálló zsidó hitközség van az országban, nevezetesen Prágában, Liberecben, Děčínben, Ústí nad Labemben, Teplicében, Karlovy Varyban, Plzeňben, Brnoban, Olomoucban és Ostravában. Ők együttesen alkotják a Zsidó Hitközségek Szövetségét. Kiadják a Roš Chodeš című folyóiratot. Az ifjúsági szervezetük a Cseh Zsidó Ifjúsági Unió (Česká unie židovské mládeže).
A prágai Állami Zsidó Múzeum a zsidó történelem és kultúra közvetítésének központja. Többek között gondozza a Josefov kerületben található számos zsidó műemléket, amelyek ma már mágnesként vonzzák a turistákat. Třebíč zsidónegyede az UNESCO világörökség része.

## Fordítás
- Ez a szócikk részben vagy egészben  a   Geschichte der Juden in Tschechien című német Wikipédia-szócikk ezen változatának fordításán alapul.  Az eredeti cikk szerkesztőit annak laptörténete sorolja fel. Ez a jelzés csupán a megfogalmazás eredetét és a szerzői jogokat jelzi, nem szolgál a cikkben szereplő információk forrásmegjelöléseként.